# پیترو منگاتی
پیترو منگاتی (انگلیسی: Pietro Menegatti؛ زادهٔ ۱۷ ژانویهٔ ۱۹۹۲) بازیکن فوتبال است.